# Malcolm D. Lee
Malcolm D. Lee (* 11. Januar 1970 in Queens, New York City) ist ein US-amerikanischer Regisseur und Drehbuchautor.

## Leben
Lee studierte an der Georgetown University Englisch und Kunstwissenschaft (Fine Arts) und machte 1992 dort seinen Abschluss. Im Anschluss nahm er ein Stipendium für Drehbuchschreiben der Disney-Studios wahr und übte zudem verschiedene Positionen in der Filmproduktion aus.
Lee gab sein Debüt als Regisseur und Drehbuchautor mit der Filmkomödie The Best Man – Hochzeit mit Hindernissen im Jahr 1999. Hierfür wurde er in zwei Kategorien mit dem Black Reel Award ausgezeichnet. Sein zweiter Film folgte 2002 mit Undercover Brother, ebenfalls eine Komödie. Bis heute folgten fünf weitere Kinoproduktionen, hauptsächlich Komödien, zudem inszenierte er 2006 eine Folge der Serie Alle hassen Chris.
2013 entstand mit The Best Man Holiday eine Fortsetzung seines Debütfilms The Best Man, bei dem er erneut die Regie übernahm. 2016 drehte er mit Barbershop: The Next Cut die zweite Fortsetzung zu Barbershop (2002). Die 2017 erschienene Komödie Girls Trip ist in den USA Lees’ bislang erfolgreichster Kinofilm, was die nominellen Einnahmen anbelangt.
Der Regisseur Spike Lee ist ein Cousin von Malcolm D. Lee.

## Filmografie (Auswahl)
- 1999: The Best Man – Hochzeit mit Hindernissen (The Best Man)
- 2002: Undercover Brother
- 2005: Roll Bounce
- 2006: Alle hassen Chris (Everybody Hates Chris, Fernsehserie, 1 Folge)
- 2008: Willkommen zu Hause, Roscoe Jenkins (Welcome Home, Roscoe Jenkins)
- 2008: Soul Men
- 2013: Scary Movie 5
- 2013: The Best Man Holiday
- 2016: Barbershop: The Next Cut
- 2017: Girls Trip
- 2018: Night School
- 2021: Space Jam: A New Legacy